# 久武親信
久武 親信（ひさたけ ちかのぶ）は、戦国時代から安土桃山時代にかけての武将。長宗我部氏の家臣。通称は内蔵助。名は親定とも。

## 概要
土佐国（現・高知県）の武将・久武昌源の子として誕生。弟に久武親直がいる。
土佐国の戦国大名・長宗我部元親に仕え、その誠実な性格から元親に重用され、高岡郡佐川城を与えられた。
天正5年（1577年）、伊予国南部（現・愛媛県南予地方）方面の軍を担当する総指揮権（伊予軍代）を与えられ、川原崎氏を討つ。しかし、天正7年（1579年）に伊予宇和郡岡本城を攻撃中に、城を守る土居清良の奇略に遭って討ち死にした。
親信は有馬温泉で羽柴秀吉と会見したことがあり、そのとき、秀吉の器量のほどを知ったといわれている。
弟・親直へは常々危惧を抱き、岡本城攻防戦で討死する直前、主君・元親に向けて「弟の彦七（親直）は腹黒き男ゆえ、お取立て召されるな」と言い残したといわれている。この危惧は的中し、親直は讒言を繰り返して反対派を粛清、元親の跡を継いだ四男・長宗我部盛親の代になっても盛親の三兄・津野親忠の殺害に絡むなど暗躍したため、関ヶ原の戦いでの敗戦後に長宗我部氏を改易へ導く要因となった。